# A Very Special Christmas Live
A Very Special Christmas Live – czwarty z serii albumów zawierających muzykę świąteczną, które zostały wydane, by wesprzeć Olimpiadę Specjalną. Został nagrany w Waszyngtonie podczas przyjęcia zorganizowanego przez Billa Clintona i jego żonę, Hillary Clinton w grudniu 1998 roku, z okazji trzydziestej rocznicy powstania Olimpiady Specjalnej. Album został wydany w październiku 1999 roku, przez wytwórnię A&M Records.

## Lista utworów
1. „Rockin’ Around the Christmas Tree” – Mary J. Blige i Sheryl Crow
2. „Christmas in Hollis” – Run-D.M.C.
3. „Please Come Home for Christmas” – Jon Bon Jovi
4. „Christmas Blues” – John Popper i Eric Clapton
5. „What Child Is This” – Vanessa Williams
6. „Christmas Tears” – Eric Clapton
7. „O Holy Night” – Tracy Chapman
8. „Give Me One Reason” – Tracy Chapman i Eric Clapton
9. „Merry Christmas Baby” – Sheryl Crow i Eric Clapton
10. „Christmas (Baby Please Come Home)” – Jon Bon Jovi
11. „Santa Claus Is Coming to Town” – wszyscy artyści